# شهر (لژه)
شهر (به فرانسوی: La Ville) یک نقاشی از نقاش و مجسمه‌ساز فرانسوی فرنان لژه است. لژه این نقاشی را در سال ۱۹۱۹ کشید و سبک آن کوبیست است. سال ۱۹۵۲ توسط آلبرت اوژن گالاتین به موزه هنر فیلادلفیا اهدا شد و اکنون در این موزه قرار دارد. این اثر در موزه گوگنهایم نیویورک نیز به نمایش درآمده است. هم شهر و هم آثار دیگر لژه در نقد و بررسی نمایشگاه گوگنهایم مورد تمجید قرار گرفتند.